# País Masametol
El País Masametol (País Masametòl en occità) és un Parçan o comarca d'Occitània situada al Llenguadoc.
La seva vila principal és Masamet.
Segons la proposta de divisió territorial d'Occitània del diari Jornalet, basada en l'obra de Frederic Zégierman Le Guide des pays de France, el País Masametol estaria ubicat a la regió del Llenguadoc, subregió de l'Albigès.
Oficialment, els municipis del País Masametol i de tot l'Albigès estan ubicats en el departament francès del Tarn.